# London Symphony Orchestra, Vol. 1
London Symphony Orchestra, Vol. 1 — музичний альбом, що містить твори Френка Заппи для симфонічного окрестру. Альбом записаний Лондонським симфонічним оркестром під орудою диригента японського походження Кента Нагано.

## Список пісень
1. Sad Jane — 10:05
2. Pedro's Dowry — 10:26
3. Envelopes — 4:11
4. Mo 'n Herb's Vacation, First Movement — 4:50
5. Mo 'n Herb's Vacation, Second Movement — 10:05
6. Mo 'n Herb's Vacation, Third Movement — 12:56